# 列斯聯足球會與曼徹斯特聯足球會的競爭
列斯聯足球會與曼徹斯特聯足球會的競爭（英語：Leeds United A.F.C. and Manchester United F.C. rivalry），亦被稱為玫瑰之爭，是指英格蘭北部兩間足球會—列斯聯和曼徹斯特聯之間的足球競爭。競爭源於15世紀時蘭開郡和約克郡之間的玫瑰戰爭，使到兩地的市民產生了強烈的敵意。雖然列斯與曼徹斯特距離達40英里（64），但是維持傳統和強烈的感覺仍然可以在兩間足球會中體現出來。基於球迷普查的獨立研究中指出，英格蘭足球界中多間球會視列斯聯和曼聯為競爭對手，使得這兩間球會名列最多競爭對手的頭三位之一。
在過去，兩間球會的競爭並不局限在奧脫福球場和艾蘭路球場。1970年代是英國足球流氓的高峰期，兩間球會的敵對行動愈趨激烈，列斯聯的「服務幫」和曼聯的「紅軍」，這兩個在不列顛最惡名昭彰的足球流氓組織的打鬥在當時來說可算是司空見慣，組織在英國足球界一些最嚴重的暴力衝突中的行徑，令他們為人所知。很多人在這一系列的衝突中受傷，時至今日，當球會與對方比賽仍然需要保持最高警惕。不過他們已於2020年大和解了。

## 根源

### 玫瑰戰爭

約克白玫瑰和蘭開斯特紅玫瑰

列斯聯和曼聯的競爭可以追溯至玫瑰戰爭，戰爭是起源是約克王朝和蘭開斯特王朝在1400年代為爭奪英格蘭王位寶座而引發的一系列內戰。戰爭中特別血腥的戰役備受爭議，尤其是離列斯僅15英里（24）發生的陶頓戰役，這場戰役被形容為英格蘭史上最血腥的戰役。
兩間球會的主場球衣正好各自對應了歷史上兩個王朝所代表的玫瑰顏色，列斯聯是白色球衣，類似約克白玫瑰；曼聯則是紅色球衣，就像蘭開斯特紅玫瑰。類似的競爭亦出現在木球界，約克郡木球會和蘭開郡木球會之間的比賽被稱為玫瑰對賽。這兩個球會處於一個大的區域，約克郡則是位於列斯並以海丁利體育場為主場，蘭開郡則以位於曼徹斯特的奧脫福木球場為主場，這與曼聯主場奧脫福球場的名字非常接近。

### 工業革命
18、19世紀時，不列顛正值工業革命時期，列斯與曼徹斯特之間的直接競爭正在這時興起。整個國家正經歷前所未有的經濟發展階段，而列斯的經濟迅速增長則有賴製作羊毛纖品的行業。與此同時，曼徹斯特西部的棉花業開始蓬勃發展，這些棉花工廠是以橋水運河下游運輸的廉價煤炭來作為供應用的燃料。
曼徹斯特的棉花產業是非常成功的，由於生產棉花比羊毛便宜得多，所以同時破壞了傳統的約克郡羊毛織品行業。約克郡的左派紡織工感覺到被搶奪工作而且對曼徹斯特開始有大量財產產生厭惡。19世紀中葉，列斯建造了令人印象深刻的列斯市政府大樓，儘管曼徹斯特的財富能使他們建造一些突出的建築物來作出回應，例如曼徹斯特市政府大樓，但這卻確實進一步加強了兩個城市之間的競爭。

## 足球

### 早期相遇
兩間球會中，曼聯成立於1878年，是較早成立的一隊，最初是被稱為紐頓希夫LYR，球員主要是由蘭開郡和約克郡鐵路公司的鐵路工人所組成的。1902年，紐頓希夫易名為曼徹斯特聯。列斯傳統上是以聯盟式橄欖球為主的城市，直至協會式足球吸引到當地市民為止。列斯城最終在1904年成立。兩間球會首次的相遇是在1906年1月15日在銀行街球場的乙級聯賽賽事，有近6000名球迷入場觀看賽事，列斯城在該場比賽以3–0擊敗對手，不過在4月的次循環賽事中，曼聯在艾蘭路卻以2-1勝出。
這些比賽是兩間球會的第一次亦是最後一次的比賽，當曼聯在1905/06球季完結後升班上甲級聯賽後，列斯城最終因財務違規行為而被強行解散。一間新球會以列斯聯的名義在中部聯賽作賽，列斯聯還接管了當時由約克郡業餘足球會所佔領的艾蘭路球場。1920年5月31日，列斯聯被選入乙級聯賽，並在1923年1月20日首次在奧脫福球場碰上曼聯。然而，25,000名觀眾失望地回家，雙方0-0打和。1月27日，曼聯以1-0取得了兩間球會的比賽的首次勝利，亦是首次客場勝利。1925/26球季，列斯聯在10月3日在艾蘭路球場以2-0的比分首次擊敗曼聯。
1928/29球季，列斯聯以2-1擊敗曼聯，取得他們首次的客場勝利。列斯聯在艾蘭路以3-2的比分再次擊敗對手，成為兩間球會之間，首個球會一季內主客場皆勝出。1946/47球季，曼聯才取得他們首次主客場雙殺列斯聯的結果，在主場以3-1和客場以2-0取得勝利。雙方在這些期間都不太成功，由於升班降班的關係，兩間球會只能斷斷續續地對賽。

### 巴斯比對李維—競爭加劇
二次大戰完結後，曼聯成為羽翼漸豐的足球勢力，球會在1950年代奪得了三次甲組聯賽冠軍。時任曼聯領隊是馬特·巴斯比。 與此同時，東面的列斯聯與以球員兼領隊的身份買入了唐·李維，而他亦很快便成為了列斯聯的全職領隊。曼聯在這時代的顯眼球員有卜比·查爾頓、丹尼士·羅和佐治·貝斯；列斯聯在當時則以強硬和不妥協的球員著稱，例如卜比·查爾頓的兄弟積·查爾頓、被稱為「10英石的有刺鐵絲網」的比利·布藍拿和外號「咬你的腳」的諾曼·亨特。
1964/65球季，兩間球會在足總杯半準決賽打成平手。這場在希斯堡球場舉行的賽事中，雙方球員的行為都非常粗野– 積·查爾頓和丹尼士·羅用拳猛擊對方並且在場上扭打，這完全體現了賽事的情況– 最終雙方0-0打和。約克郡郵報對此評論道：「雙方的表現就像一群狗為了骨頭而互相猛咬和吠叫著。」雙方在城市球場重新比賽的賽事節奏非常緊張，列斯聯在89分鐘才憑著比利·布藍拿的入球險勝。兩間球會當季分別名列第1位和第2位，同樣得到61分，不過曼聯最終以較佳的得失球差贏得冠軍。
1960年代和1970年代，兩間球會的競爭遍布各處。列斯聯在國內取得成功，贏得了1968/69和1973/74球季的英格蘭足球甲級聯賽冠軍，以及獲得了四次亞軍，在唐·李維帶領下的列斯聯從未跌出過頭四名以外的位置。這段時期，曼聯僅贏過1966/67球季的甲級聯賽冠軍，但是他們有另外的成功，包括在1968年贏得歐冠盃，而列斯聯則未曾贏過歐冠盃，不過球會在1975年曾打入決賽，不過最終以2-0不敵德國球會拜仁慕尼黑。
1978年，祖·佐敦和戈登·麦卡奎因，兩名當時最好的列斯聯球員被出售到曼聯。這對列斯聯球迷來說是很難抉擇的，尤其，哥頓·麥昆是球迷的寵兒。隨後的一季，當兩名球員對上了他們的前球會，哥頓·麥昆成為球迷的目標，球迷們向其報以噓聲和嘲笑他並向他扔擲物，當哥頓·麥昆為曼聯攻入頭球後，列斯聯的球迷都安靜下來。

### 戰火重燃
由於列斯聯在1981/82球季降班使到玫瑰競爭長達9年沒有開打過。1990年，列斯聯在領隊侯活·韋健遜的帶領下最終重返甲級聯賽。由於1992/93球季會改制成超級聯賽，所以1991/92球季是甲級聯賽的最後一個賽季，當季的爭冠之路一直是列斯聯和曼聯在競爭，列斯聯有賴哥頓·史特根、李·卓文、大衛·比提和艾力·簡東拿等球員，以4分之差贏得了冠軍。然而，更令到列斯聯球迷驚訝的是列斯聯於隨後一年以120萬英鎊將艾力·簡東拿售予曼聯。艾力·簡東拿成為了曼聯在1990年代復興和稱霸的基石，他帶領球會在五個賽季裡贏得了四次英超聯賽冠軍，他亦因而成為曼聯的其中一個傳奇球員。2001年，艾力·簡東拿被評為世紀最佳球員，其後曼聯球迷都稱他簡大帝或奧脫福大帝。
兩間球會在場上之間的衝突仍然不斷發生，其中比較著名的是在1997年曼聯隊長萊·堅尼與艾利夫-伊利津·夏蘭特的私人恩怨、2001年3月伊恩·夏迪與法比安·巴夫斯的衝突和2001年10月羅比·堅尼和大衞·碧咸的爭鬥。
1999/00球季，兩名列斯聯球迷在欧洲联盟杯對加拉塔沙雷的賽事舉行前被刺死。很多曼聯球迷因此前往艾蘭路球場向列斯聯球迷致以問候及悼念，甚至有報告說列斯聯球迷和曼聯球迷擁抱在一起，獨立報更以「球迷忘記過往的競爭從悲傷中團結起來」（Old rivalries forgotten as fans unite in grief）的標題作報導。然而，當兩間球會在聯賽相遇時，一些曼聯球迷卻展示出赫然寫上「曼聯足球會，伊斯坦布爾，紅軍」（MUFC Istanbul Reds）和「加拉塔沙雷，紅軍」（Galatasaray Reds）的橫額。曼聯球迷展示這些橫幅是因為他們一直被嘲笑有關慕尼黑空難的事而作出的報復，但是這些橫幅卻激怒了列斯聯的球迷，他們反唇相譏高唱有關慕尼黑的歌曲，並且有報告指在賽事結束後座位被拆除。
列斯聯因為借了大量資金以幫助他們打入了2000/01球季歐聯四強，所以球會在經歷了一段財政極度困難的時期後，最終在2003/04球季降班。阿倫·史密夫，這名在列斯土生土長並且作為一名堅定的列斯聯球迷，他在列斯聯降班後轉會至曼聯，此舉令列斯聯球迷大感震驚。列斯聯球迷其後稱他為「加略人猶大」，阿倫·史密夫曾經親吻隊衣上的列斯聯會徽並且表明就算球會降班都不會離開球會，因為他曾在數年前的一次早晨足球的採訪中表明他絕不會加入曼聯。阿倫·史密夫受到了曼聯球迷的歡迎並很快地成為了球迷的寵兒，球迷尊重他和他加入競爭對手的決定。

### 列斯聯降班
列斯聯降班後，雙方球迷仍然敵視對方。這情況在比賽日更明顯，雙方球迷都會歌唱與對方有關的歌曲。
2010年1月3日，列斯聯在奧脫福球場對曼聯的足總盃第三圈的賽事中，憑著謝美伊·碧福特在19分鐘的入球以1-0的比分爆冷淘汰對手。

### 列斯聯重返英超
2020年7月17日，列斯聯奪得英冠冠軍，事隔16年重返英超，得以在2020/21球季再次與曼聯在同一級別聯賽作戰。
在2020年12月20日的賽事當中，列斯聯作客奧脫福球場以6-2被主隊大敗。。
在2021/22球季，曼聯分別在主場以5-1以及在作客以2-4完成對列斯聯的雙殺。

## 對賽統計
截止2024年，兩隊在聯賽、足總盃及聯賽盃共有113次對戰紀錄。
|        | 列斯聯勝出 | 平手 | 曼聯勝出 | 列斯聯入球 | 曼聯入球 |
| ------ | ---------- | ---- | -------- | ---------- | -------- |
| 聯賽   | 23         | 34   | 41       | 105        | 146      |
| 足總盃 | 3          | 3    | 4        | 5          | 10       |
| 聯賽盃 | 0          | 0    | 5        | 4          | 12       |
| 合計   | 26         | 37   | 50       | 114        | 168      |

## 過去七次對碰
| 日期           | 主隊   | 比分 | 客隊   | 地點       | 性質 |
| -------------- | ------ | ---- | ------ | ---------- | ---- |
| 2011年9月20日  | 列斯聯 | 0–3  | 曼聯   | 艾蘭路球場 | 聯賽 |
| 2020年12月20日 | 曼聯   | 6–2  | 列斯聯 | 奧脫福球場 | 英超 |
| 2021年4月25日  | 列斯聯 | 0–0  | 曼聯   | 艾蘭路球場 | 英超 |
| 2021年8月14日  | 曼聯   | 5–1  | 列斯聯 | 奧脫福球場 | 英超 |
| 2022年2月20日  | 列斯聯 | 2–4  | 曼聯   | 艾蘭路球場 | 英超 |
| 2023年2月8日   | 曼聯   | 2–2  | 利茲聯 | 奧脫福球場 | 英超 |
| 2023年2月12日  | 利茲聯 | 0–2  | 曼聯   | 艾蘭路球場 | 英超 |

## 球員轉會

### 由列斯聯轉會至曼聯
| 名稱        | 轉會日期       | 轉會費           | 註釋                 |
| ----------- | -------------- | ---------------- | -------------------- |
| 祖·佐敦     | 1978年1月4日   | 35萬英鎊         | [ 42 ] [ 43 ]        |
| 哥頓·麥昆   | 1978年2月1日   | 50萬英鎊         | [ 42 ] [ 44 ]        |
| 亞瑟·格拉咸 | 1983年8月1日   | 6萬5千英鎊       | [ 42 ] [ 45 ]        |
| 艾力·簡東拿 | 1992年11月12日 | 120萬英鎊        | [ 42 ] [ 46 ]        |
| 里奧·費迪南 | 2002年7月22日  | 2910萬英鎊       | [ 42 ] [ 47 ] [ 48 ] |
| 阿倫·史密夫 | 2004年5月26日  | 700萬英鎊（p/e） | [ 42 ] [ 50 ] [ 51 ] |

### 從曼聯轉會至列斯聯
| 名稱            | 轉會日期      | 轉會費     | 註釋          |
| --------------- | ------------- | ---------- | ------------- |
| 佛萊迪·古德溫   | 1960年3月16日 | 1萬英鎊    | [ 42 ] [ 52 ] |
| 尊尼·基路士     | 1963年8月1日  | 3萬3千英鎊 | [ 42 ] [ 53 ] |
| 白賴仁·格連賀夫 | 1979年8月1日  | 35萬英鎊   | [ 42 ] [ 54 ] |
| 哥頓·史特根     | 1989年3月21日 | 30萬英鎊   | [ 42 ] [ 55 ] |
| 李·沙柏         | 1996年8月14日 | 450萬英鎊  | [ 42 ] [ 56 ] |
| 丹尼·佩治       | 2004年5月27日 | p/e        | [ 42 ] [ 57 ] |
| 利姆·米拿       | 2005年11月4日 | 借用       | [ 42 ] [ 58 ] |
|                 | 2021年8月31日 | 2500萬     | [ 59 ]        |

## 外部連結
- Leeds United official website（页面存档备份，存于）
- Manchester United official website（页面存档备份，存于）